# パトリック・フランチスカ
- パトリック・フランチスカ
- パトリック・フランツィスカ

パトリック・フランチスカ（Patrick Franziska、1992年6月11日 - ）は、ドイツ・ヘッセン州ベンスハイム出身の卓球選手。

## 経歴
1998年にヘッセン州ヘーヒスト・イム・オーデンヴァルトにあるde:TSV 1875 Höchstで卓球を始めた。世界選手権には、2013年大会以降毎年出場しており、翌年の世界選手権東京大会では、男子団体で準優勝を果たしている。2016年、ブダペストで行われたヨーロッパ卓球選手権の男子ダブルスで優勝。2019年の世界選手権ブダペスト大会の混合ダブルスで、ペトリッサ・ゾルヤと共に3位に入賞した。東京2020オリンピックではティモ・ボル、ドミトリ・オフチャロフとともに、団体で銀メダルを獲得した。

## 主な戦績
2016年
- ヨーロッパ卓球選手権 男子ダブルス 優勝（ジョナンサン・グルーツペア）

2017年
- 韓国オープン 男子シングルス 準優勝

2018年
- ヨーロッパ選手権 男子シングルス 銅メダル
- 世界卓球2018ハルムスタッド 男子団体 銀メダル

2019年
- 世界卓球選手権（ブダペスト大会） 混合ダブルス 3位（ペトリッサ・ゾルヤペア）
- 中国オープン 男子ダブルス 優勝（ティモ・ボルペア）[5]
- ITTFワールドツアーグランドファイナル 男子ダブルス 3位（ティモ・ボルペア）

2021年
- ヨーロッパトップ16（テッサロニキ大会）男子シングルス 優勝
- 東京五輪 男子団体 銀メダル

2022年
- WTTフィーダーデュッセルドルフII 男子シングルス 優勝

2024年
- WTTサウジスマッシュ 男子シングルス 準優勝
- WTTコンテンダーリマ 男子シングルス 準優勝